# Сьюдад де Ла-Плата
«Сьюда́д де Ла-Пла́та» (исп. Estadio Ciudad de La Plata), ранее — «У́нико» (исп. Estadio Único), — стадион в аргентинском городе Ла-Плата, построенный муниципалитетом для игр двух главных футбольных клубов города — «Эстудиантеса» и «Химнасии и Эсгримы».

## История
Идея строительства единого городского стадиона в Ла-Плате появилась ещё в 1947 году. К ней неоднократно возвращались — в 1972, 1978 (в рамках подготовки Аргентины к домашнему чемпионату мира), 1989 годах. Принципиальное соглашение между руководствами клубов, а также администрациями провинции Буэнос-Айрес и муниципалитета Ла-Платы было достигнуто в 1992 году. Далее начались бюрократические проволочки, поиск подрядчика. Основные работы по строительству арены прошли в 1997—1998 годах. Во время экономического кризиса 2000 года работы зашли в тупик. В мае 2003 года был объявлен новый тендер для завершения строительства. 7 июня того же года состоялось, наконец, открытие стадиона.
С момента открытия на Сьюдаде, как правило, выступал «Эстудиантес», переехавший с исторической арены Хосе Луис Ирсчи, однако в отдельные периоды он играл на других аренах — в Апертуре 2005 «студенты» арендовали поле своих главных соперников, «Химнасии»; в Клаусуре 2006 они играли в Кильмесе. «Химнасия» тоже играла на Сьюдаде, пока в середине 2008 года не приняла решение вернуться на родной Хуан Кармело Серильо (Стадион дель Боске).
В начале 2009 года началось строительство крыши над трибунами. «Эстудиантес» в период реконструкции выступает в Кильмесе, на стадионе Хосе Луис Мейзснер, «Химнасия» — на своём стадионе Дель Боске.
Сьюдад де Ла-Плата включён в список стадионов, которые примут матчи Кубка Америки 2011.
18 декабря 2020 года во время собрания политической коалиции «Всеобщий фронт» губернатор провинции Буэнос-Айрес Аксель Кисиллоф заявил, что руководство региона приняло решение дополнить название стадиона в Ла-Плате именем Диего Армандо Марадоны, ушедшего из жизни 25 ноября 2020 года. Таким образом, полное название арены будет Стадион «Унико де Сьюдад де Ла-Плата Диего Армандо Марадона». Кисиллоф отметил, что «Диего уникален, и он заслуживает того, чтобы этот стадион носил его имя». Последней командой, которую тренировал Марадона, была «Химнасия и Эсгрима» из Ла-Платы. Кроме того, одна из трибун стадиона будет названа в честь Алехандро Сабельи, умершего 8 декабря 2020 года. Сабелья играл за «Эстудиантес» в начале 1980-х, а в качестве главного тренера привёл команду к победе в Кубке Либертадорес 2009. Дата официального переименования пока не названа.

## Финалы международных турниров
- Южноамериканский кубок 2008
- Кубок Либертадорес 2009